# Ernst Haitsma

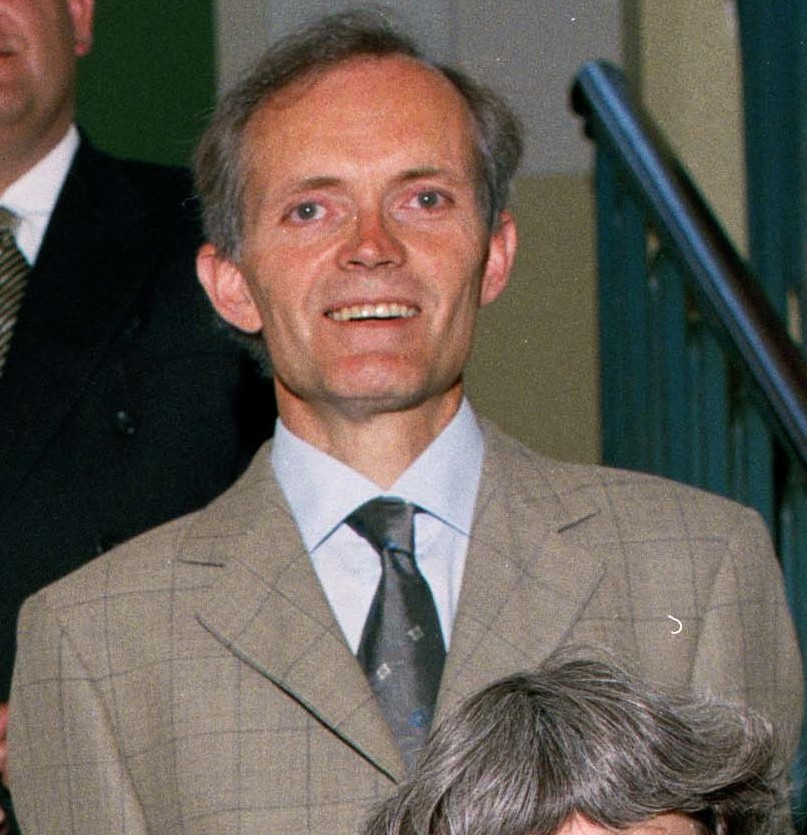
E.H. Haitsma (2000)

Ernst Herman Haitsma (Groningen, 18 maart 1950) is een Nederlands politicus van het CDA.
Hij werd geboren als zoon van Dirk Haitsma, die burgemeester van Nijeveen en Mijdrecht is geweest. Ernst Haitsma heeft bestuurskunde gestudeerd aan de Rijksuniversiteit Utrecht. In 1986 werd hij gemeenteraadslid in Utrecht en vanaf 1990 was hij daar fractievoorzitter. Daarnaast was hij werkzaam bij Defensie, waar hij het bracht tot bataljonscommandant voor de Nationale Reserve. 
In 2000 werd hij wethouder in Utrecht. In 2003 volgde zijn benoeming tot waarnemend burgemeester van Amerongen. Op 1 januari 2006 kwam zijn functie te vervallen omdat toen die gemeente werd opgeheven en voor het grootste deel opging in de nieuwe gemeente Utrechtse Heuvelrug. In dat jaar was hij informateur bij de vorming van het college van burgemeester en wethouders van De Ronde Venen. Eind 2010 werd hij daar opnieuw als informateur benoemd.